# Nationale Fahrradroute 7 (Norwegen)
Die Nationale Fahrradroute 7 (Norwegen) ist eine von neun Radfernwegen in Norwegen. Die Route ist beschildert (rotes, quadratisches Schild mit weißem Fahrrad, darunter in einem grünen Feld die weiße Nummer 7), sie wird auch als Pilegrimsruta bezeichnet. Sie ist Teil der EuroVelo Route 3 (Pilgrimsroute).

## Routenverlauf
- Moss (Anschluss Route 1)
- Oslo (Anschluss Route 4)
- Hamar
- Lillehammer
- Ringebu
- Folldal (Anschluss Route 6)
- Hjerkinn
- Oppdal (Anschluss Route 8)
- Ørkanger
- Trondheim (Anschluss Route 1 und Route 9)